# Фотосенсибілізація
Фотосенсибіліза́ція — явище підвищення чутливості організму (частіше шкіри і слизових оболонок) до дії ультрафіолетового або видимого випромінювань. Деякі хімічні речовини (у тому числі лікарські засоби — деякі антибіотики, сульфаніламіди, тетрацикліни, фторхінолони та ін.) та/або продукти їх перетворення в організмі, накопичуючись в шкірних покривах, є причиною фотоалергічних, фототоксичних і запальних процесів на ділянках шкіри, які зазнали світлового (зазвичай сонячного) опромінення. Ефект фотосенсибілізації використовується для лікування деяких захворювань шкіри і для лікування раку (Фотодинамічна терапія).
Фотосенсибілізатори викликають два типи реакцій — фототоксичні реакції і фотоалергії. Фотоалергія виникає, коли УФ-випромінювання хімічно змінює речовину, яка опинилася на шкірі, так, що вона починає викликати алергію. Фотоалергія виникає приблизно через півгодини після початку впливу УФ-випромінювання і потім поширюється на закриті від опромінення ділянки шкіри. Фотоалергію часто викликає косметика і парфумерія, що містить мускус, амбру, олія бергамоту, сандалова олія, деякі антибактеріальні агенти, а також лікарські засоби, наприклад, ібупрофен.